# Epimelitta durantoni
Epimelitta durantoni är en skalbaggsart som beskrevs av Peñaherrera och Tavakilian 2003. Epimelitta durantoni ingår i släktet Epimelitta och familjen långhorningar. Inga underarter finns listade i Catalogue of Life.